# Stíny (Akta X)
Stíny (v anglickém originále Shadows) je šestá epizoda první série amerického sci-fi seriálu Akta X. Premiéru měla na televizní stanici Fox 22. října 1993.
Scénář epizody napsal Glen Morgan a James Wong, režíroval Michael Lange. Hlavními postavami seriálu jsou zvláštní agenti FBI Fox Mulder (David Duchovny) a Dana Scullyová (Gillian Andersonová), kteří pracují na případech spojených s paranormálními jevy, tzv. Akty X.
V této epizodě Mulder a Scullyová vyšetřují smrt několika lupičů. Při ní narazí na administrativní pracovnici, kterou pronásleduje neviditelný duch mrtvého šéfa. Využívá ji, aby odhalil, kdo jej zavraždil. Také objeví, že společnost ve které pracuje, tajně obchodovala s teroristickou organizací Esfahanem. Epizoda byla inspirována horrorovým filmem The Entity z roku 1982.

## Dějová linie
Příběh začíná v kanceláři zemřelého Howarda Gravese, který byl s Lauren Kyte blízký přítel. Poté je v zapadlé uličce ve Philadelphii u bankomatu Lauren přepadena. O dvě hodiny později jsou dva lupiči někým nalezeni mrtvý. Mulder a Scullyová vyšetřují případ, poté co jim zavolala dvojice agentů z neznámé agentury. V těle lupičů naleznou elektrický náboj. Také se zjistí, že jejich hrdla byla rozdrcena zevnitř. Ráno následujího dne si chce Lauren s Dorlundem promluvit a oznámí mu, že chce dát výpověď. Ten s tím nesouhlasí, ale poté co mu něco sevřelo náramek, ji nechá jít.
Mulder a Scullyová zjistí, že jeden z mrtvých mužů patřil k teroristické skupině — Esfahanu. Pomocí záznamu kamery v bankomatu jsou schopni Lauren vypátrat. Screenshot videa odhaluje rozmazanou postavu, která se podobá Howardu Gravesovi. Agenti se setkají s Lauren ve svém domě a po počátečním popírání se k incidentu přizná, ale o vraždách nic neví. Když nastoupí do auta a chtějí odjet, jejich auto se vymkne kontrole a nabourá. Zjistí, že s automobilem nikdo nemanipuloval, ale v autě je detekován elektrický náboj.
Později, při návštěvě hrobu Gravese se Mulder a Scullyová dozví o jeho sebevraždě a také dceři. Kdyby byla naživu, byla by ve stejném věku jako Lauren. Lauren Kyte vzbudí zvuk vrzající podlahy, načež se jde po domě porozhlédnout. V koupelně uslyší Howardův hlas, uvidí ve vaně krev, a proto dojde k přesvědčení, že byl Graves zabit. Scully má podezření, že Graves fingoval svou smrt, ale díky rozhovoru s patologem, který zkoumal jeho tělo a testoval darované orgány, je prokázáno, že skutečně zemřel. V kanceláři se koná oslava, když chce Lauren odejít, Dorland ji zastaví. Protože věří, že má poznatky o důvěryhodných informacích, které by ho mohli z obchodů obvinit. Lauren zavolá Mulderovi a Scullyové domů, ale předtím než se k ní agenti dostanou, dorazí k ní dva vrazi najatí Dorlundem, aby ji zabili. Neviditelná síla oba vrahy zabije tím, že jim rozdrtí hrdla.
Mulder a Scullyová vyslýchají Lauren. Dva neznámí agenti, kteří je k případu zavolají, se domnívají, že Gravesova a Dorlundova firma prodává technologii Isfahánu. Lauren se Mulderovi a Scullyové přiznává, že se prodej skutečně proběhne a věří tomu, že Dorlund Gravese zabil. Agenti hledají prostoru společnosti, ale nejsou schopni najít žádné důkazy. Když Dorlund napadne Lauren, Graves vezme otvírák na dopisy a řezem otevřete tapetu, čímž odhalí disk s důkazy. O několik týdnů později si Lauren najde novou práci, ale zdá se, že Gravesův duch ji následuje.